# Marcelo Buarque
Marcelo Buarque (Rio de Janeiro, 26 de Fevereiro de 1963), é um treinador de futebol brasileiro. atualmente, está no comando do Pérolas Negras.

## Carreira
Marcelo começou como treinador no Serrano, em 2006. depois dirigiu o Duque de Caxias onde então pouco tempo, conduziu o clube a Série B do Brasileiro. logo após, atuando pelos diversos times pequenos do Rio de Janeiro, como: Volta Redonda(2009), Portuguesa-RJ (2010), Bangu (2010) e Resende (2010). e durante 2010, voltou a ser assistente, dessa vez no Flamengo.
Em 2011, dirigiu o Macaé durante o Campeonato Carioca e nesse ano, acertou com o America, para livra-ló do descenso a Segundona Carioca, o que não aconteceu. saindo do comando do América em novembro desse mesmo ano, após a segunda fase da Copa Rio. No ano seguinte, Tinha acertado com o Goytacaz, mais uma pendência acabou atrapalhando a sua ida para essa equipe. no início de 2013, acertou com o Quissamã. no ano de 2014, Marcelo retorna ao Flamengo, para comandar a equipe sub-20.No ano de 2015 é apresentado como novo treinador do América de Teófilo Otoni, para a disputa do Campeonato Mineiro de Futebol de 2015 - Módulo II .Depois de mais de um ano longe de Teófilo Otoni, Marcelo é anunciado no dia 18/11/2016 para a disputa do Campeonato Mineiro de Futebol de 2017 - Módulo I. Foi anunciado pelo Pérolas Negras para a disputa da Série B1.